# 旺丹莱贝蒂讷
旺丹莱贝蒂讷（法語：Vendin-lès-Béthune，法語發音：[vɑ̃dɛ̃ lɛ betyn]，意为“贝蒂讷附近的旺丹”）是法国上法蘭西大區加来海峡省的一个市镇，属于贝蒂讷区。

## 地理
旺丹莱贝蒂讷（50°32'32"N, 2°36'23"E）面积3.63 平方千米，位于法国上法蘭西大區加来海峡省，该省份为法国北部沿海省份，西北濒北海，南至索姆省，东临北部省。
与旺丹莱贝蒂讷接壤的市镇（或旧市镇、城区）包括：戈内姆、阿讷赞、绍克、安日、奥布兰盖姆。
旺丹莱贝蒂讷的时区为UTC+01:00、UTC+02:00（夏令时）。

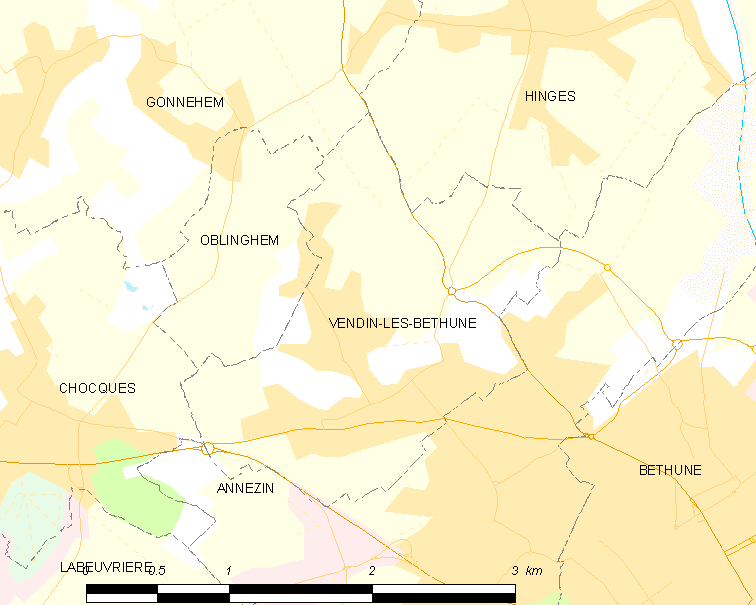
旺丹莱贝蒂讷的OSM定位图

## 行政
旺丹莱贝蒂讷的邮政编码为62232，INSEE市镇编码为62841。

## 政治
旺丹莱贝蒂讷所属的省级选区为贝蒂讷县。

## 人口

1962-2008年间旺丹莱贝蒂讷人口变化图示

旺丹莱贝蒂讷于2022年1月1日时的人口数量为2384人。